# Synagoga w Ľuboticach
Synagoga w Ľuboticach – synagoga znajdująca się w Ľuboticach na Słowacji, przy ulicy Bardejovskiej 57.
Została zbudowana w 1833 roku w stylu neoklasycystycznym. W 1905 roku synagoga spłonęła i w tym samym roku ją zrekonstruowano. Obecnie mieści się w niej cerkiew greckokatolicka.
Synagoga posiada neoklasycystyczne dekoracje, pilastry z żelaznymi kapitelami oraz wysokie półokrągle zakończone okna. Wewnątrz, na ścianie wschodniej na miejscu Aron ha-kodesz znajduje się ołtarz. Z zewnątrz na tej ścianie wisi krucyfiks. Na dawnych galeriach dla kobiet znajduje się obecnie chór.